# طيران مدني

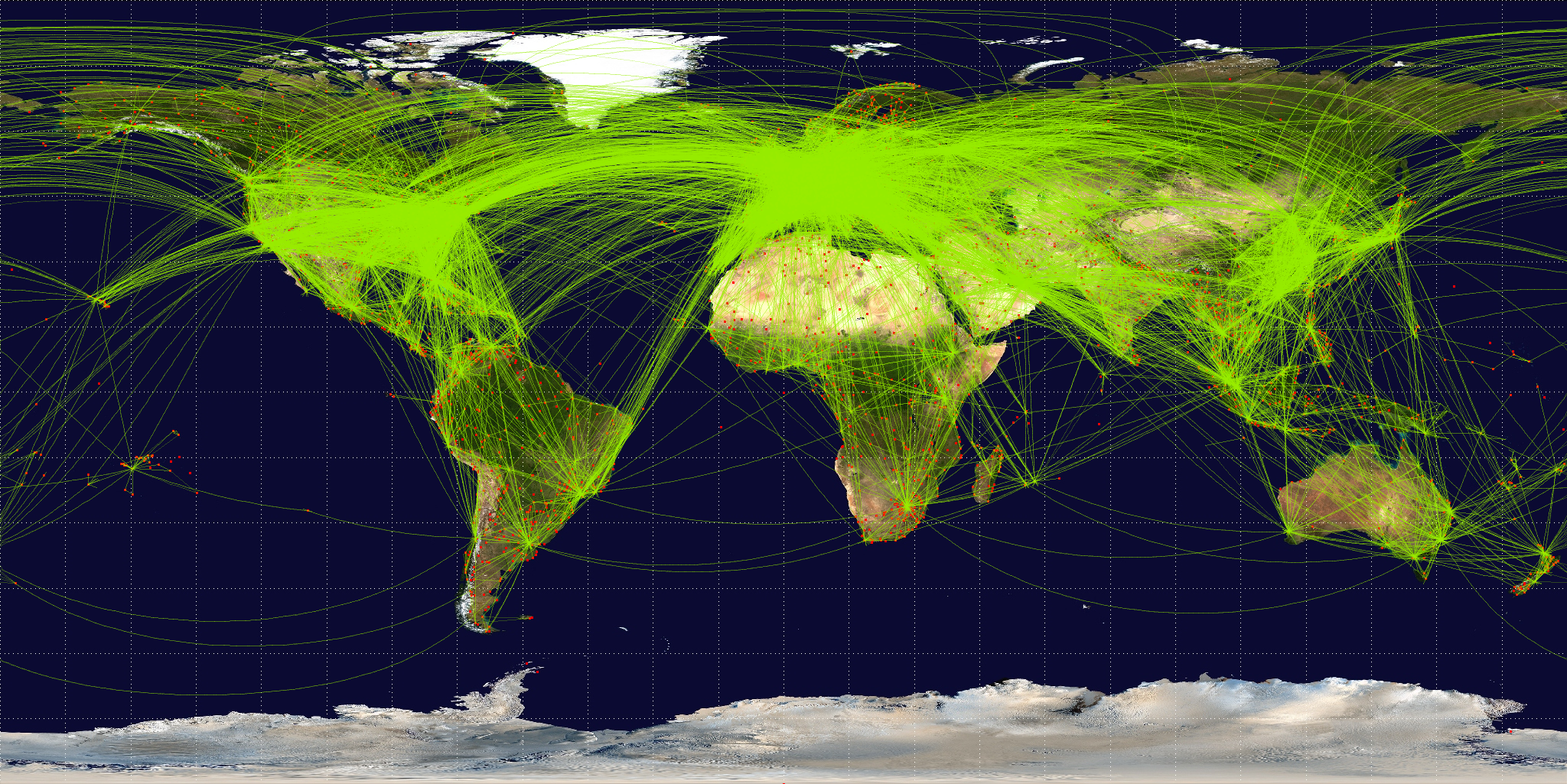
كثافة خطوط الطيران في العالم في عام 2009.

الطيران المدني هو إحدى فئتين رئيسيتين للطيران التي تمثل جميع الطيران غير العسكري، منها القطاعين الخاص والتجاري. معظم دول العالم هم أعضاء في المنظمة الدولية للطيران المدني والتي من خلالها يتم العمل على وضع معايير مشتركة وممارسات موصى بها للطيران المدني.
يتفرع الطيران المدني إلى فئتين:
- طيران المسافرين التجاري، بما في ذلك جميع الرحلات الجوية لنقل الركاب والشحن التي تعمل على خطوط ومواعيد منتظمة.
- الطيران العام، بما في ذلك جميع رحلات الطيران المدني الأخرى، خاص أم تجاري.

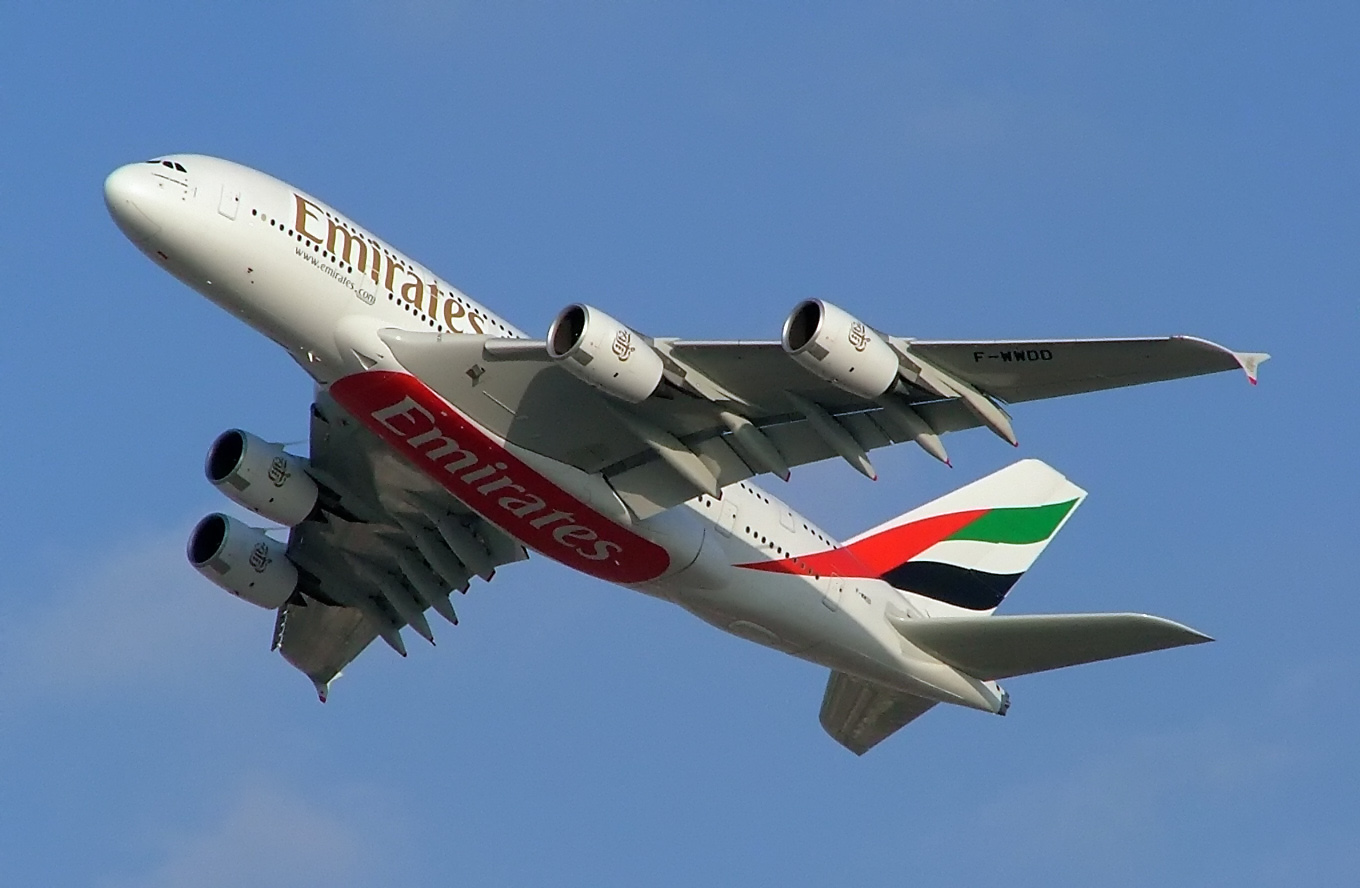
طائرة الإيرباص إيه 380 ، لـ طيران الإمارات.

لدى كل أعضاء المنظمة الدولية للطيران المدني هيئة طيران مدني، والتي تشرف على:
- منح التراخيص للأفراد -- تنظيم التدريب الأساسي وإصدار التراخيص والشهادات.
- عمليات الطيران -- إجراء مراقبة السلامة للمشغلين التجاريين.
- صلاحية الطيران -- إصدار شهادات التسجيل وشهادات صلاحية الطيران للطائرات المدنية، والإشراف على سلامة منظمات الصيانة.
- المطارات -- تصميم وتشييد المطارات.
- خدمات الحركة الجوية -- إدارة المرور في المجال الجوي للبلد.

## 100 عام للطيران المدني

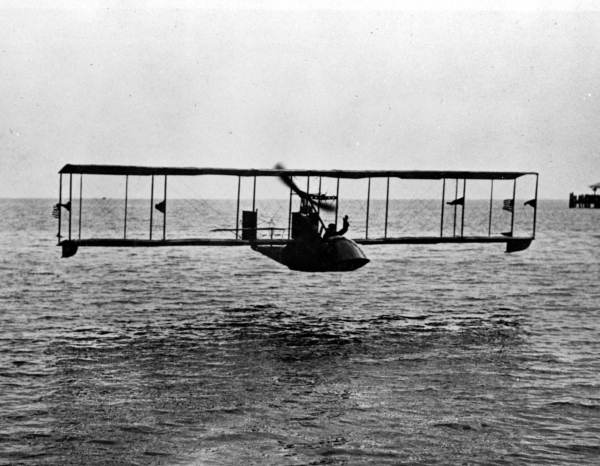
الطيران عبر خليج تامبا في فلوريدا عام 1914

في يوم 1 يناير عام 1914 جلس الطيار توني يانوس في مقعد قيادة طائرة ثنائية الركاب تستطيع الإقلاع والهبوط على الماء. وكان بجواره العمدة السابق لمدينة سان بيترسبورج في فلوريدا ويدعى «ابرهام فايل» الذي كسب اقتراعا على الطيران معه بتكلفة 400 دولار أمريكي ليصبح أول راكب مدني في التاريخ ليعبر خليج تامبا في رحلة تستغرق 23 دقيقة . بهذا أصبح أبرهام فايل أول راكب مدني يطير بطائرة مدنية ويدفع لهذا الطيران 400 دولار. كانت تلك هي أول سفرية بالطيران المدني الذي تزايد خلال المئة سنة الماضية زيادة هائلة جعلت من الكرة الارضية عالماً صغيراً، وقربت القريب والبعيد.
وقد بدأ الطيرانلفعل في عام 1913 بين نورث كارولينا في مدينة كيتي هوك. ثم تبعه الجيش الإيطالي الذي قام بإلقاء القنابل من طائراته أثناء هجومه على ليبيا في عام 1911.
والآن يطير نحو 8 ملايين راكب يومياً في طائرات توصله إلى حيثما يريد. فقد نشأت مطارات في جميع أنحاء العالم وتطورت لاستقبال جميع أنواع الطائرات، ومنها ما يتسع إلى نحو 800 راكب مثل الإيرباص. ومن المنتظر زيادة عدد الركاب من 1و3 مليار مقعد خلال هذا العام إلى 3و3 مليار مقعد في العام القادم، وقد يصل إلى 4 مليارات مقعد في عام 2017. وهكذا تتطور الأمور بعد سيطرة الإنسان على الطبيعة، حيث بدأ ذلك بسيطرته على النار منذ نحو 30.000 سنة.

## وصلات خارجية
- موقع المنظمة الدولية للطيران المدني (بالإنجليزية)

## اقرأ أيضًا
- طائرة دون طيار
- طيران عام